# المجلس الوطني للدراسات العربية والإسلامية
المجلس الوطني للدراسات العربية والإسلامية هو مؤسسة حكومية تهتمُّ بشؤون التعليم العربي والإسلامي في نيجيريا، والتي أنشئت عام 1960 لتقوم بتجهيز الامتحانات والإشراف عليها في المدرس العربية والإسلامية النيجيرية. وسعت هذه الهيئة نطاق المنهج والمقررات التي تصدرها لتعم المواد التقليدية.

## تاريخ
تم إنشاء هذا المجلس عام 1960 في صكوتو تحت إشراف أحمد بلو، والي شمال نيجيريا آنذاك بهدف الإشراف على الدراسات الإسلامية والعربية في شمال نيجيريا. ثم نقلت إلى جامعة أحمد بلو زاريا في عام 1969. و كانت المدارس والكليات التي تقع تحت إشراف هذه الهيئة قليلة، واستمرت التطور مع إنشاء مدارس إسلامية جديدة في شمال نيجيريا. وبموجب القرار الذي صدر من المجلس الوطني للتعليم (National Council on Education) في جلسته السابعة والخمسين عام 2011، صدر الأمر بتوسيع نطاق المجلس الوطني للدراسات العربية والإسلامية لتشمل المدراس العربية والأسلامية في جميع أنحاء دولة نيجيريا. ويضم المجلس تحت لوائه ما يناهز 1,600 مركزاً امتحانياً يجلس طلابها للامتحانات الثانوية الأخيرة (SAISSCE، تحفيظ والعلوم).

## الكليات المنتسبة
| رقم | الكلية                                 | ولاية            | الأهلية |
| --- | -------------------------------------- | ---------------- | ------- |
| 1   | كليات الدراسات العربية والإسلامية يولا | أدماوا (Adamawa) | 1100    |
| 2   |                                        |                  |         |
|     |                                        |                  |         |

## الانتقادات
منذ إنشائها، واجهت هذه الهيئة بعض الانتقادات من قبل النيجيريين على مستوى الأفراد والمدارس. ومن هذه الانتقادات ما يتعلق باعتمادية الشهادات التي يستلمها الطلاب بعد كتابة الامتحانات، حيث ترفض بعض الجامعات النيجيرية والخارجية هذه الشهادات على أنها ليست معتمدة. كما ترفضها بعض كليات الحقوق (الشريعة) إلا في شمال نيجيريا قبل توسيع نطاق المجلس
وفي عام 2021، أصدرت صحيفة (Sahara Reporters) وغيرها من الصحف الإعلامية تقريراً تتهم فيها رئيس المجلس والهيئة التنفيذية في المجلس بنهب أموال تبلغ المليارات ملكاً للمجلس. كما اتهمتهم هذه الصحيفة بتوظيف خارج عن القوانين المتبعة لدى الحكومة عند التوظيف. ومن التهم التي وجّه هذا التقرير إلى المجلس هو اعطاء عقود عملية إلى أفراد أسرته وأقربائه. وقد ضمن هذا التقرير أيضاَ شكاوى من بعض موظفي المجلس بأنهم منعوا من بعض البدلات السنوية التي استحقوها للإشراف على الامتحانات.